# Bhawanigarh
Bhawanigarh là một thành phố và là nơi đặt hội đồng đô thị (municipal council) của quận Sangrur thuộc bang Punjab, Ấn Độ.

## Địa lý
Bhawanigarh có vị trí 30°16′B 76°02′Đ / 30,27°B 76,04°Đ Nó có độ cao trung bình là 241 mét (790 foot).

## Nhân khẩu
Theo điều tra dân số năm 2001 của Ấn Độ, Bhawanigarh có dân số 17.780 người. Phái nam chiếm 53% tổng số dân và phái nữ chiếm 47%. Bhawanigarh có tỷ lệ 62% biết đọc biết viết, cao hơn tỷ lệ trung bình toàn quốc là 59,5%: tỷ lệ cho phái nam là 66%, và tỷ lệ cho phái nữ là 57%. Tại Bhawanigarh, 12% dân số nhỏ hơn 6 tuổi.